# Gutenberg-Stipendium
Das Gutenberg-Stipendium der Stadt Mainz ist ein Stipendium für Studierende beziehungsweise ehemalige Studierende der staatlichen Mainzer Hochschulen, die eine wissenschaftliche oder künstlerische Arbeit mit Bezug zur Stadt Mainz anfertigen. Es wurde 1946 vom Mainzer Stadtrat mit einer Fördersumme von 50.000 DM ins Leben gerufen.
Das Stipendium, das jeweils zum Wintersemester ausgeschrieben wird, wird von der Gutenberg-Gesellschaft im Rahmen der Mainzer Johannisnacht an die Stipendiaten vergeben. Über die Vergabe entscheidet ein Kuratorium. Dieses setzt sich aus insgesamt sieben Vertretern der Stadtratsfraktionen, den Präsidenten der Hochschulen in Mainz sowie zwei Studierenden aus den Allgemeinen Studierendenausschüssen zusammen. Den Vorsitz über das Kuratorium hat der jeweilige Mainzer Oberbürgermeister. 2010 wurden insgesamt 10.000 Euro an zehn Stipendiaten der Johannes Gutenberg-Universität Mainz und der Fachhochschule Mainz vergeben. In der Ausschreibung für das Jahr 2012 sind 8000 Euro vorgesehen.